# Militärstützpunkte der Vereinigten Staaten in Lateinamerika und in der Karibik
Die Streitkräfte der Vereinigten Staaten unterhalten zurzeit (2009) in zehn Staaten und Territorien Lateinamerikas und der Karibik Militärstützpunkte.

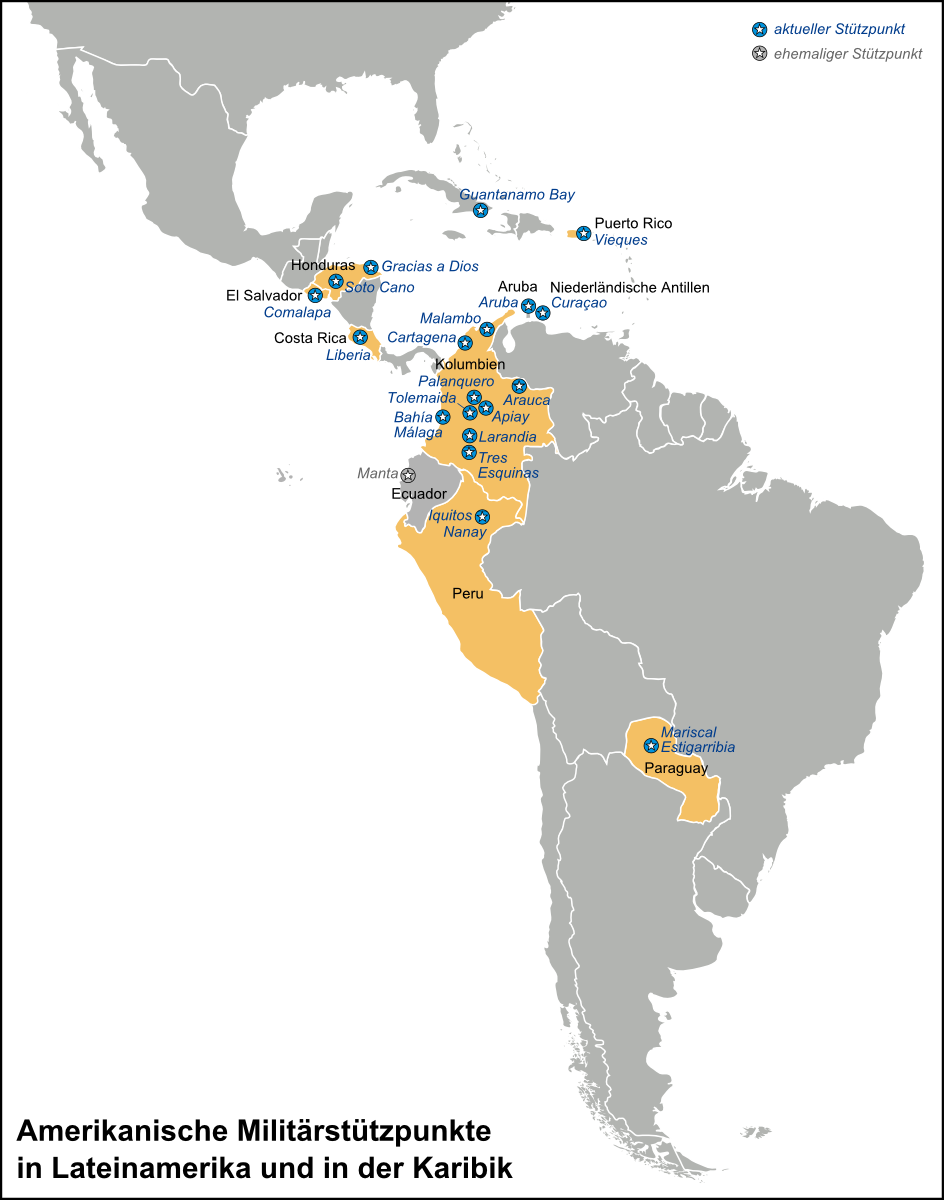
Länder mit Militärstützpunkten der USA in Lateinamerika und der Karibik

## Aruba
Der Queen Beatrix International Airport auf Aruba wird zusammen mit dem Hato International Airport im nahe gelegenen Curaçao aufgrund eines im März 2000 auf Dauer von zehn Jahren geschlossenen Vertrages zwischen den Regierungen der USA und der Niederlande als Forward Operating Location (zu dt.: vorgeschobene Kommandoposten) genutzt. Im Jahr 2009 wurde der Vertrag verlängert.
Es ist eine kleinere Basis, die zunächst mit zwei mittleren und drei kleinen Flugzeugen, einer Mannschaft aus fünfzehn ständig und zwanzig bis fünfundzwanzig zeitweise stationierten Personen für Einsätze und Wartungsarbeiten ausgestattet war. Deklarierter Zweck der Basis ist die Überwachung und der Einsatz gegen Drogenschmuggler in der Karibik. Seit 2006 wurde die militärische Präsenz auf dem Stützpunkt erhöht.
Koordinaten: 12° 30′ 5″ N, 70° 0′ 55″ W

## Costa Rica

### Liberia
Am 2. Februar 2014 wurde in einer Sendung des venezolanischen Fernsehkanals Telesur behauptet, dass die USA in der Stadt Liberia (Costa Rica) eine Militärbasis unterhielten. Sowohl die US-amerikanische Botschaft in Costa Rica als auch die costa-ricanische Regierung wiesen diese Aussage zurück. Daraufhin entschuldigte sich Telesur bei Costa Rica und sprach von einem „bedauerlichen Versehen“.

## Curaçao
Der Hato International Airport auf Curaçao (niederländische Antillen) wird zusammen mit dem Queen Beatrix International Airport im nahe gelegenen Aruba aufgrund eines im März 2000 auf Dauer von zehn Jahren geschlossenen Vertrages zwischen den Regierungen der USA und der Niederlande als Forward Operating Location genutzt. Im Jahr 2009 wurde der Vertrag verlängert.
Koordinaten: 12° 11′ 15″ N, 68° 58′ 4″ W

## Ecuador

### Manta
Der Stützpunkt Manta Air Base in Ecuador wurde im September 2009 aufgelöst und an die ecuadorianische Regierung zurückgegeben, da die Pachtzeit zum Jahresende ablief und Ecuador sie nicht verlängerte. Das im Jahr zuvor reformierte Grundgesetz Ecuadors verbietet die dauerhafte Stationierung ausländischer Truppen in dem Land.
Die Basis in Manta war eine der Forward Operating Locations des United States Southern Command und Hauptzentrum des Verteidigungsministeriums der Vereinigten Staaten für satellitengestützte elektronische Spionage in Südamerika.
Ecuador hatte mit den Vereinigten Staaten im Jahre 1999 einen zehn Jahre gültigen Vertrag abgeschlossen, der es den USA erlaubt hatte, den Militärflugplatz von Manta zu nutzen, um von dort Flugzeuge zur Drogenbekämpfung zu starten. Der Stützpunkt wurde für 80 Millionen US-Dollar zu einem der modernsten High-Tech-Landeplätze Südamerikas ausgebaut.
Von hier aus starteten die AWACS-Aufklärer, vorgeblich um „den Drogenhandel in der Region zu überwachen“. Selbst ranghohe ecuadorianische Militärs gaben jedoch zu, dass es dabei nur vordergründig um einen Antidrogenkampf ging.
Nach der Auflösung des Stützpunktes in Manta beabsichtigen die USA sieben Militärstützpunkte im Nachbarstaat Kolumbien zu nutzen.
Koordinaten 0° 56′ 45″ S, 80° 40′ 43″ W

## El Salvador

### Comalapa
Comalapa Air Base in El Salvador, ungefähr 50 km von San Salvador entfernt, ist eine der Forward Operating Locations, die nach dem Abzug der US-Streitkräfte aus Panama eingerichtet wurden. Es ist eine kleine Militärbasis, die zur Satellitenüberwachung und zur Unterstützung der größeren Militärbasen, wie Manta, benutzt wird.
Für Dislozierungen gelten keinerlei Obergrenzen, weder für US-Personal, noch für Ausrüstungen, die ins Land geflogen werden. Die Basis ist nur für mittlere und kleine Flugzeuge geeignet.
Mit der Regierung von El Salvador wurde ein zehn Jahre laufender Nutzungsvertrag geschlossen, der 2010 auslief. Er wurde von den Regierungen unterzeichnet, ohne dass die Nationalversammlung in San Salvador davon wusste. Im Jahr 2001 klagte die Oppositionspartei Frente Farabundo Martí para la Liberación Nacional gegen den Vertrag wegen Verletzung der Souveränität des Landes, aber die salvadorianischen Gerichte wiesen die Klage zurück. Im Jahr 2009 wurde der Vertrag verlängert.
Koordinaten: 13° 26′ 33″ N, 89° 3′ 23″ W

## Honduras

### Soto Cano
Coronel Enrique Soto Cano Air Base (auch bekannt als Palmerola Air Base) in Honduras ist ein von USA und Honduras gemeinsam genutzter Militärstützpunkt in der Nähe von Comayagua.
Hier ist die honduranische Air Force Academy und das Hauptquartier der Joint Task Force Bravo (JTF-B) des US-Militärs untergebracht.
Das der JTF-B zugewiesene Gebiet umfasst die Staaten Belize, Guatemala, Honduras, El Salvador, Nicaragua, Costa Rica und Panama.
Soto Cano dient unter anderem als Radar- und Wetterstation sowie als Ausbildungslager für das honduranische Militär.
Nachdem die USA ihren Militärstützpunkt in Panama geräumt haben, ist Soto Cano zu einer Schlüsselstellung für Militäreinsätze in der Region geworden.
Es wird geschätzt, dass dort im Jahr 1983 1200 US-Soldaten zur Unterstützung der Contras in Nicaragua stationiert waren.
Soto Cano ist einer der wichtigsten Militärstützpunkte in Mittelamerika und erlaubt einen schnellen Einsatz in der ganzen Region.
Koordinaten: 14° 23′ 0″ N, 87° 37′ 0″ W

### Gracias a Dios
Der Marinestützpunkt in der Caratasca Lagune im Departamento Gracias a Dios wurde am 8. April 2010 eröffnet. Für den Aufbau der Marinebasis wurden nach Angaben des US-Botschafters in Tegucigalpa, Hugo Llorens, zwei Millionen US-Dollar und vier Schiffe zur Verfügung gestellt. Offiziell verbleibt die Basis unter Kontrolle der honduranischen Seestreitkräfte, die von Offizieren des United States Southern Command beraten werden.
Koordinaten: 15° 23′ N, 83° 51′ W

## Kolumbien
Nach der Auflösung des Stützpunktes in Manta schlossen die USA ein Militärabkommen mit dem Nachbarstaat Kolumbien, das es ihnen erlaubt, abgesehen von den drei bereits im Rahmen des Plan Colombia übernommenen Militärstützpunkten Arauca, Larandia und Tres Esquinas und den mehr als ein Dutzend Radarstationen, dort auf jeden Fall sieben Militärbasen langfristig zu nutzen. Zusätzlich erlaubt der Vertrag die Nutzung jedweder ziviler oder militärischer Einrichtung in Kolumbien, die für die Erfüllung der US-Operationen und Missionen in Südamerika benötigt wird. Die Aktivitäten des US-Militärs sind in dem Abkommen weder auf das Territorium Kolumbiens, noch auf Drogen- und Terror-Bekämpfungsoperationen beschränkt und können für jedwede Art von Militäroperation gegen jedes Ziel in Südamerika genutzt werden. In einem offiziellen Dokument der United States Air Force wird darauf hingewiesen, dass die US-Truppen von Kolumbien aus „... die ständige Bedrohung durch anti-amerikanische Regierungen in der Region“ bekämpfen würden.
„Darüber hinaus geht es um die Aktivitäten, die die USA als Schutz der inneren Sicherheit im Ausland bezeichnen. Darunter fallen die Ausbildung bewaffneter Truppen in Kolumbien, Sondereinsatzkommandos, Spezialkräfte, die kolumbianische Bundespolizei, die ausgebildet und unter US-Kommando und Kontrolle gestellt werden“.
Die Nachbarländer fühlen sich durch die amerikanischen Militärbasen bedroht und rüsten entsprechend auf.
Der ehemalige kolumbianische Präsident Ernesto Samper kommentierte das Militärabkommen: „Wir stellen unser Land als Flugzeugträger zur Verfügung, damit von dort aus Überwachungsoperationen für ganz Südamerika durchgeführt werden. [...] Das ist, als ob man jemandem seinen Balkon zur Verfügung stellt, der gar nicht im Hause wohnt, aber dort Spiegel und Videokameras zur Überwachung der Nachbarn installiert.“

### Arauca
Die Basis Arauca in Kolumbien liegt in einem Erdölfördergebiet unweit der Grenze zu Venezuela. Sie ist offiziell eine Einrichtung zur Bekämpfung des Rauschgifthandels, aber auch ein strategischer Punkt zur Überwachung dieses Erdölfördergebiets, sowohl in Kolumbien als auch in Venezuela.
Diese Basis ist eng mit dem Plan Colombia verbunden.
Koordinaten: 7° 4′ 3″ N, 70° 43′ 55″ W

### Larandia
Larandia im Departamento Caquetá in Kolumbien wird für Antidrogeneinsätze nach dem Plan Colombia genutzt. Die Basis hat eine für kolumbianische Bedürfnisse überdimensionierte Landebahn, die für B-52-Bomber geeignet ist.
Koordinaten: 1° 28′ 44″ N, 75° 29′ 12″ W

### Tres Esquinas
Tres Esquinas (dt.: „drei Ecken“) im Departamento Caquetá bei Solano im Süden Kolumbiens ist eine Basis für Boden- und Flusseinsätze. Der Stützpunkt hat eine Landebahn aus Beton (1896 × 24 Meter) und liegt 178 m über dem Meeresspiegel.
Koordinaten: 0° 44′ 45″ N, 75° 14′ 2″ W

### Cartagena
Marinestützpunkt Cartagena im Departamento Bolívar
Koordinaten: 10° 27′ 0″ N, 75° 30′ 55″ W

### Bahía Málaga
Marinestützpunkt Bahía Málaga im Departamento Valle del Cauca
Koordinaten: 3° 58′ 1″ N, 77° 18′ 0″ W

### Malambo
Luftwaffenstützpunkt Malambo (Flughafen Barranquilla) im Departamento Atlántico
Höhe: 30 m
Landebahn: 3000 × 45 m (Beton)
Koordinaten: 10° 53′ 23″ N, 74° 46′ 50″ W

### Palanquero
Der Luftwaffenstützpunkt Palanquero in Puerto Salgar im Departamento Cundinamarca ist der größte Stützpunkt in Kolumbien, der den USA durch das im Jahr 2009 mit Kolumbien geschlossene Militärabkommen überlassen wurde. Zur Finanzierung der Nachrüstung des Stützpunktes beantragte die US-Luftwaffe für das Jahr 2010 46 Millionen US-Dollar. In einem mit dem Militärabkommen zusammenhängenden Dokument des Pentagon wird betont, der Stützpunkt sei „essentiell, um die US-Mission in Kolumbien und überall im Aufgabengebiet des US-Südkommandos (USSOUTHCOM) zu unterstützen“, welches ganz Lateinamerika umfasst. Der Stützpunkt biete „die Möglichkeit, umfangreiche Operationen in Südamerika durchzuführen“. Palanquero soll gemeinschaftlich von US-Armee, Luftwaffe und Marine genutzt werden. Palanquero, „bietet Zugang zum Luftraum des gesamten südlichen Kontinents, ein Zugang für riesige militärische Transportflugzeuge vom Typ C17, über den man bisher nicht verfügte“.
Höhe: 173 m
Landebahn: 3044 × 50 m (Asphalt)
Koordinaten: 5° 29′ 1″ N, 74° 39′ 27″ W

### Apiay
Luftwaffenstützpunkt Capitán Luis Fernando Gómez Niño in Apiay in der Nähe von Villavicencio im Departamento Meta.
Höhe: 374 m
Landebahn: 2501 × 50 m (Asphalt)
Von der Basis Apiay aus sollen Aufklärungsflugzeuge und AWACS (luftgestützte Radarsysteme) operieren.
Koordinaten: 4° 4′ 34″ N, 73° 33′ 46″ W

### Tolemaida
Luftwaffenstützpunkt Tolemaida in Melgar im Departamento Tolima.
Höhe: 493 m
Landebahnen: 2829 × 29 m (Asphalt) und 436 × 20 m (Beton)
Koordinaten: 4° 14′ 41″ N, 74° 39′ 0″ W

## Kuba

### Guantánamo Bay
Hauptartikel: Guantanamo Bay Naval Base
Koordinaten: 19° 56′ 8″ N, 75° 9′ 48″ W

## Paraguay

### Mariscal Estigarribia
Der Militärflugplatz Mariscal Estigarribia in Paraguay ist für die Unterbringung einer großen Anzahl von Soldaten ausgelegt, hat ein außerordentliches Radarsystem, große Flugzeughallen und eine Landebahn von 3800 m Länge und 80 m Breite. Dort können große Flugzeuge vom Typ C-5-Galaxy und B-52-Bomber starten bzw. landen, und bis zu 16 000 Soldaten einquartiert werden.
Ein im Jahr 2005 geschlossener Vertrag der USA mit Paraguay sichert den amerikanischen Soldaten für begangene Straftaten völlige Straffreiheit vor paraguayischen Gerichten zu.
Die strategische Bedeutung des Militärstützpunktes ergibt sich aus seiner Nähe zu Bolivien mit seinen Erdgas- und Erdölreserven, seiner Nähe zu den Acuífero Guaraní, eines der drei größten Trinkwasserreservoire auf der ganzen Welt und seiner Nähe (gut 700 km) zum Dreiländereck Paraguay, Brasilien und Argentinien.
Koordinaten: 22° 2′ 44″ S, 60° 37′ 10″ W

## Peru

### Iquitos und Nanay
Die Stützpunkte Iquitos (Luftwaffe) und Nanay (Flussmarine) im Amazonasgebiet in Peru gehören den Streitkräften von Peru, wurden aber von US-Soldaten errichtet und werden auch von diesen genutzt. Sie gelten offiziell nicht als Militärstützpunkte der USA.
Der Verteidigungsminister Perus genehmigte den Aufenthalt von amerikanischen Marinesoldaten auf peruanischem Territorium zu einem offiziellen Besuch der peruanischen Kriegsmarine und zur Teilnahme an Spezialeinsätzen im Jahr 2003.
Diese Militärstützpunkte werden zum Training und zur Ausbildung von amerikanischen Soldaten und Soldaten der Region benutzt.
Iquitos: 3° 47′ 5″ S, 73° 18′ 31″ W
Nanay: 3° 44′ 19″ S, 73° 18′ 6″ W

## Puerto Rico

### Roosevelt Roads

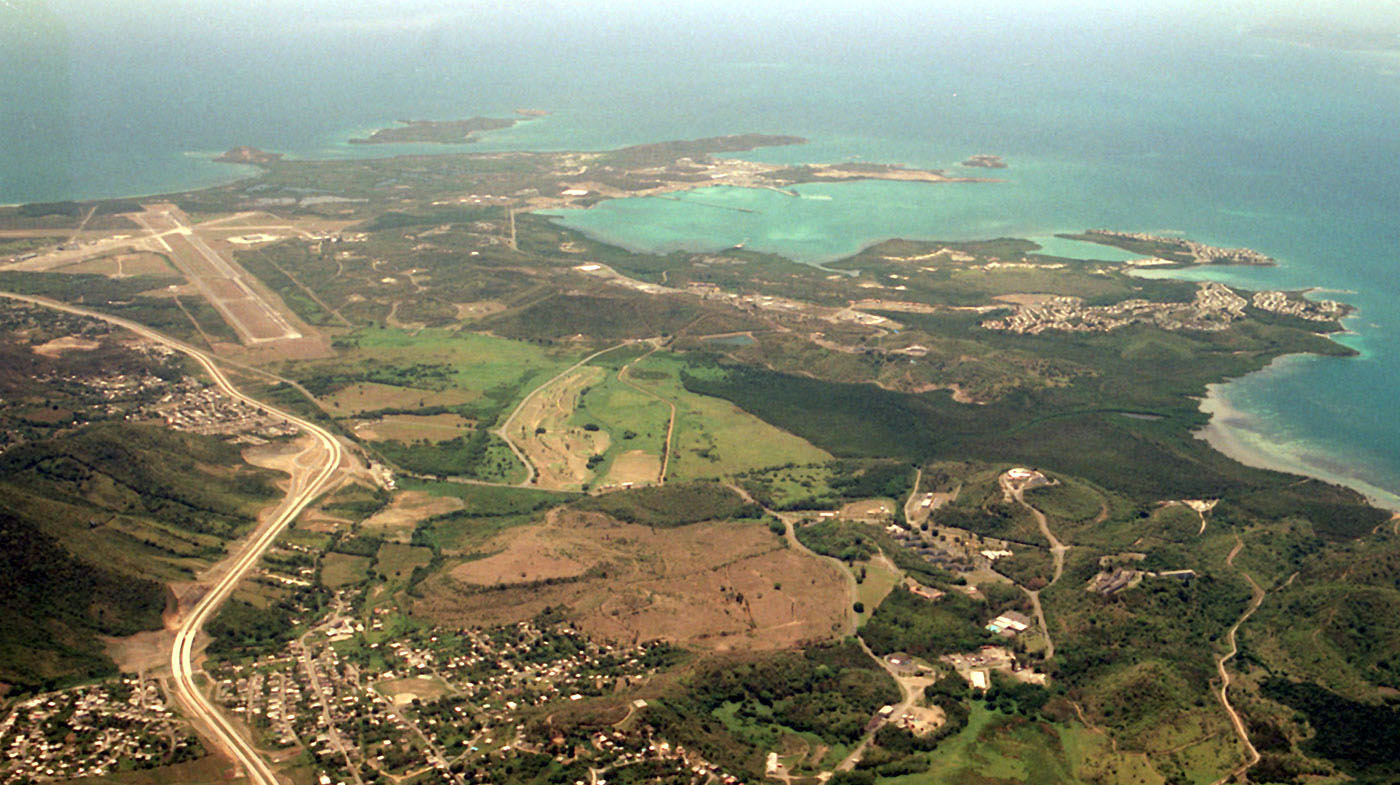
Naval Station Roosevelt Roads (1997)

Die Roosevelt Roads Naval Station nahe der Stadt Ceiba in Puerto Rico wurde im März 2004 geschlossen, verbleibt aber weiterhin im Besitz der US-Bundesbehörden. Die regionalen Hauptquartiere des Heeres, der Marine und Spezialkräfte wurden von Puerto Rico nach Texas und Florida verlegt, das Hauptquartier des United States Southern Command nach Miami, aber viele der früheren Aktivitäten werden fortgesetzt.
1938 eröffnet, konnte die Marine der Vereinigten Staaten durch zwangsweise Enteignung der Grundeigentümer seit 1941 nach und nach ihr Territorium auf 75 % der Insel Vieques ausdehnen, welche einige Seemeilen südöstlich Puerto Rico’s liegt und Teil der Roosevelt Roads Naval Station ist. Weitere Enteignungsversuche ließen sich aber politisch nicht mehr durchsetzen.
Weite Seegebiete um Puerto Rico und Vieques wurden von verschiedenen Marinen als Übungsgebiet zum Lenkflugkörperschießen genutzt.
Die Insel wurde vor allem als Übungsplatz für scharfe Munition und als Lagerplatz für Bomben genutzt. Als Folge davon ist der Boden hochgradig mit Kadmium, Blei, Quecksilber, Uran und anderen Giften kontaminiert, was bei den Bewohnern der Insel zu einer erhöhten Zahl von Erkrankungen führte. Studien des Gesundheitsamtes von Puerto Rico zeigten, dass zwischen 1985 und 1989 die Krebsrate der Inselbewohner 26 % höher lag als in Puerto Rico. Am 19. April 1999 wurde bei einem Abwurf einer Mark 82 durch eine F/A-18 „Hornet“ ein ziviler Angestellter der US-Navy getötet. Dieser Vorfall und die Proteste der Bewohner führten letztendlich zum Schließen der Basis am 31. März 2004.
Koordinaten 18° 14′ 54″ N, 65° 38′ 36″ W

## Verweise